# Psathyrotes annua
Psathyrotes annua là một loài thực vật có hoa trong họ Cúc. Loài này được (Nutt.) A.Gray miêu tả khoa học đầu tiên năm 1853.